# جو سوک هوان
جو سوک هوان (انگلیسی: Jo Seok-hwan؛ زادهٔ ۱۵ اکتبر ۱۹۷۹) بوکسور اهل کره جنوبی است.